# 5e arrondissement de Marseille
Pour les articles homonymes, voir 5e arrondissement.
Le 5e arrondissement de Marseille se partage entre le centre-ville et l'est de la ville, s'étalant depuis la Plaine jusqu'au Cimetière Saint-Pierre à l'est et à l'avenue de Toulon au sud. Il fait partie du troisième secteur de Marseille.
L'arrondissement est traversé du nord au sud par la « rocade du Jarret » (boulevard Sakakini et boulevard Jean-Moulin), qui supporte un très important trafic, toutefois significativement allégé depuis l'ouverture en 2018 de l'A507. Il est parcouru, dans sa partie nord, par la ligne de tramway Noailles - les Caillols (ancienne ligne 68 prolongée, achevée en septembre 2008). Plus au sud, la ligne 1 du métro suit le boulevard Baille, le centre hospitalo-universitaire de la Timone, puis va vers la gare de la Blancarde, Saint-Barnabé et la Fourragère.

## Quartiers

5e arrondissement de Marseille.

Il est divisé en 4 quartiers : Baille, Le Camas, La Conception et Saint-Pierre et 20 IRIS.

### Transports
Cet arrondissement est desservi par deux stations de la ligne 1 du métro de Marseille :
- Baille ;
- La Timone.

### Population des quartiers du5earrondissementde Marseille

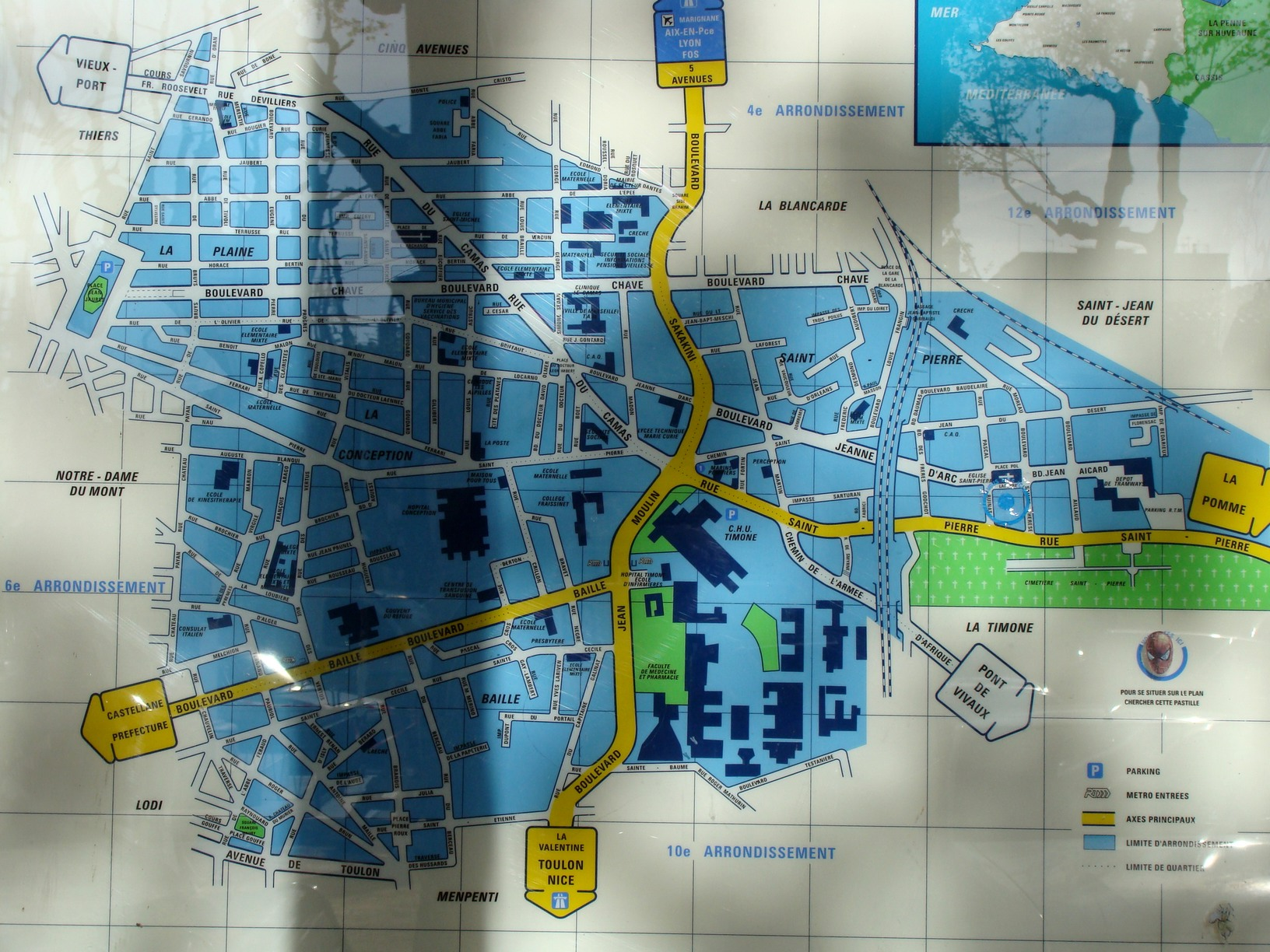
Plan du 5e arrondissement

En 2022, l'arrondissement comptait 45 020 habitants.
| 1968   | 1975   | 1982   | 1990   | 1999   | 2006   | 2011   | 2016   | 2021   |
| ------ | ------ | ------ | ------ | ------ | ------ | ------ | ------ | ------ |
| 55 017 | 52 804 | 48 371 | 40 186 | 41 370 | 44 261 | 46 180 | 46 274 | 45 449 |

| 2022   | - | - | - | - | - | - | - | - |
| ------ | - | - | - | - | - | - | - | - |
| 45 020 | - | - | - | - | - | - | - | - |

Population de l'arrondissement.
| Année (recensement national) | Population |
| ---------------------------- | ---------- |
| 1990                         | 40 222     |
| 1999                         | 41 386     |
| 2009                         | 45 519     |
| 2014                         | 46 435     |
| 2016                         | 46 274     |
| 2017                         | 46 199     |

| Quartier     | Population 1990 | Population 1999 | Population 2006 |
| ------------ | --------------- | --------------- | --------------- |
| Baille       | 9 097           | 9 585           | 11 398          |
| Le Camas     | 14 954          | 14 517          | 15 330          |
| Conception   | 8 310           | 9 084           | 9 101           |
| Saint-Pierre | 7 861           | 8 200           | 8 432           |
| Total        | 40 222          | 41 386          | 44 261          |

### Éducation et Formation par quartiers en 2006
| Quartier        | 15 ans et + non scolarisés | total sans diplômes | % sans diplômes | total au moins BAC+3 | % au moins BAC+3 |
| --------------- | -------------------------- | ------------------- | --------------- | -------------------- | ---------------- |
| Baille          | 6 965                      | 1 312               | 18,84 %         | 987                  | 14,17 %          |
| Le Camas        | 11 234                     | 1 777               | 15,81 %         | 2 341                | 20,84 %          |
| La Conception   | 6 478                      | 1 059               | 16,34 %         | 1 221                | 18,85 %          |
| Saint Pierre    | 6 249                      | 1 331               | 21,30 %         | 786                  | 12,58 %          |
| Arrondissement  | 30 927                     | 5 479               | 17,72 %         | 5 337                | 17,26 %          |
| Total Marseille | 590 908                    | 149 305             | 25,27 %         | 79 435               | 13,44 %          |

### Taux de chômage par quartiers en 2006
| Quartier        | Population active | Nombre de chômeurs | Taux de chômage |
| --------------- | ----------------- | ------------------ | --------------- |
| Baille          | 5 125             | 812                | 15,85 %         |
| Le Camas        | 7 446             | 1 166              | 15,66 %         |
| La Conception   | 4 623             | 911                | 19,72 %         |
| Saint Pierre    | 3 799             | 590                | 15,53 %         |
| Arrondissement  | 20 992            | 3 480              | 16,58 %         |
| Total Marseille | 352 855           | 64 330             | 18,23 %         |

### Les bénéficiaires de la couverture maladie universelle complémentaire (CMU-C) par quartiers
La CMU complémentaire (CMU-C) est une complémentaire santé gratuite qui prend en charge ce qui n'est pas couvert par les régimes d'assurance maladie obligatoire elle est attribuée sous condition de (faibles) ressources.
Bénéficiaires de la CMU-C par IRIS en 2008
| Quartier        | population couverte 2008 | bénéficiaires CMU-C 2008 | % bénéficiaires 2008 |
| --------------- | ------------------------ | ------------------------ | -------------------- |
| Baille          | 8 122                    | 1 270                    | 15,64 %              |
| Le Camas        | 12 310                   | 1 513                    | 12,29 %              |
| La Conception   | 7 790                    | 1 212                    | 15,56 %              |
| Saint Pierre    | 6 706                    | 958                      | 14,29 %              |
| Arrondissement  | 34 928                   | 4 953                    | 14,18 %              |
| Total Marseille | 718 664                  | 132 156                  | 18,39 %              |

### Les Familles par quartiers en 2006
Familles monoparentales et familles de 4 enfants au 1er janvier 2006
| Quartier             | familles | dont monoparentales | % familles monoparentales | familles de 4 enfants et + | % familles 4 enfants et + |
| -------------------- | -------- | ------------------- | ------------------------- | -------------------------- | ------------------------- |
| Baille               | 2 250    | 533                 | 23,68 %                   | 42                         | 1,85 %                    |
| Le Camas             | 3 775    | 913                 | 24,17 %                   | 58                         | 1.53 %                    |
| La Conception        | 2 019    | 475                 | 23,54 %                   | 25                         | 1,23 %                    |
| Saint Pierre         | 2 101    | 479                 | 22,79 %                   | 8                          | 0,38 %                    |
| Total arrondissement | 10 145   | 2 400               | 23,65 %                   | 132                        | 1,30 %                    |
| Total Marseille      | 213 538  | 46 568              | 21,81 %                   | 8 414                      | 3,94 %                    |

### Logements par quartiers au 8/3/1999
| Quartier        | % locataires | % immeubles collectifs | % 4 pièces et plus |
| --------------- | ------------ | ---------------------- | ------------------ |
| Baille          | 62,71 %      | 92,13 %                | 12,53 %            |
| Le Camas        | 50,64 %      | 96,98 %                | 21,02 %            |
| La Conception   | 57,75 %      | 95,54 %                | 15,58 %            |
| Saint Pierre    | 58,85 %      | 93,92 %                | 23,07 %            |
| Arrondissement  | 56,66 %      | 94,92 %                | 18,24 %            |
| Total Marseille | 51,73 %      | 82,86 %                | 38,21 %            |

### Population des quartiers par tranches d'âge au 8/3/1999
| Quartier        | % 0-19 ans | % 20-39 ans | % 40-59 ans | % 60-74 ans | % 75 ans et + |
| --------------- | ---------- | ----------- | ----------- | ----------- | ------------- |
| Baille          | 16,39 %    | 43,02 %     | 19,26 %     | 10,74 %     | 10,60 %       |
| Le Camas        | 16,75 %    | 30,92 %     | 24,24 %     | 14,51 %     | 13,58 %       |
| La Conception   | 15,03 %    | 36,26 %     | 21,97 %     | 14,66 %     | 12,08 %       |
| Saint Pierre    | 16,61 %    | 32,41 %     | 21,93 %     | 16,94 %     | 12,11 %       |
| Arrondissement  | 16,26 %    | 35,19 %     | 22,13 %     | 14,15 %     | 12,27 %       |
| Total Marseille | 23,16 %    | 28,67 %     | 24,84 %     | 14,18 %     | 9,16 %        |

### Revenus de la population et fiscalité
En 2010, le revenu fiscal médian par ménage était de 21 627 €, ce qui plaçait le 5e arrondissement au 11e rang parmi les 16 arrondissements de Marseille.

## Résultats électoraux
À l'Assemblée nationale, le 5e arrondissement de Marseille est représenté par la quatrième et surtout la cinquième circonscription des Bouches-du-Rhône.
| Scrutin             | Scrutin             | 1er tour | 1er tour  | 1er tour | 1er tour | 1er tour  | 1er tour | 1er tour | 1er tour | 1er tour | 1er tour | 1er tour | 1er tour | 2d tour | 2d tour   | 2d tour | 2d tour | 2d tour | 2d tour |
| Scrutin             | Scrutin             | 1er      | 1er       | %        | 2e       | 2e        | %        | 3e       | 3e       | %        | 4e       | 4e       | %        | 1er     | 1er       | %       | 2e      | 2e      | %       |
| ------------------- | ------------------- | -------- | --------- | -------- | -------- | --------- | -------- | -------- | -------- | -------- | -------- | -------- | -------- | ------- | --------- | ------- | ------- | ------- | ------- |
| Présidentielle 2017 | Présidentielle 2017 |          | LFI       | 29,64    |          | EM        | 20,80    |          | FN       | 19,58    |          | LR       | 15,78    |         | EM        | 69,21   |         | FN      | 30,79   |
| Présidentielle 2022 | Présidentielle 2022 |          | LFI       | 38,86    |          | LREM      | 20,42    |          | RN       | 16,16    |          | REC      | 8,25     |         | LREM      | 67,65   |         | RN      | 32,35   |
| Législatives 2022   | 5e                  |          | LFI-Nupes | 43,66    |          | LREM-Ens  | 20,52    |          | RN       | 15,91    |          | REC      | 5,41     |         | LFI       | 61,13   |         | LREM    | 38,87   |
| Législatives 2024   | 5e                  |          | RN        | 25,94    |          | LFI diss. | 25,81    |          | LFI-NFP  | 25,75    |          | Ren-Ens  | 15,24    |         | LFI diss. | 67,25   |         | RN      | 32,75   |